# Distretto di Phon Charoen
Il distretto di Phon Charoen (in thailandese: พรเจริญ) è un distretto (amphoe) della Thailandia, situato nella provincia di Bueng Kan.